# Пея (коммуна)
Пея (итал. Peia) — коммуна в Италии, располагается в регионе Ломбардия, подчиняется административному центру Бергамо.
Население составляет 1761 человек, плотность населения составляет 409 чел./км². Занимает площадь 4,3 км². Почтовый индекс — 24020. Телефонный код — 035.
Покровителем населённого пункта считается Антоний Падуанский. Праздник ежегодно празднуется 13 июня.